# Wissadula peredoi
Wissadula peredoi är en malvaväxtart som beskrevs av A. Krapovickas. Wissadula peredoi ingår i släktet Wissadula och familjen malvaväxter. Inga underarter finns listade i Catalogue of Life.